# 要法寺 (江戸川区)

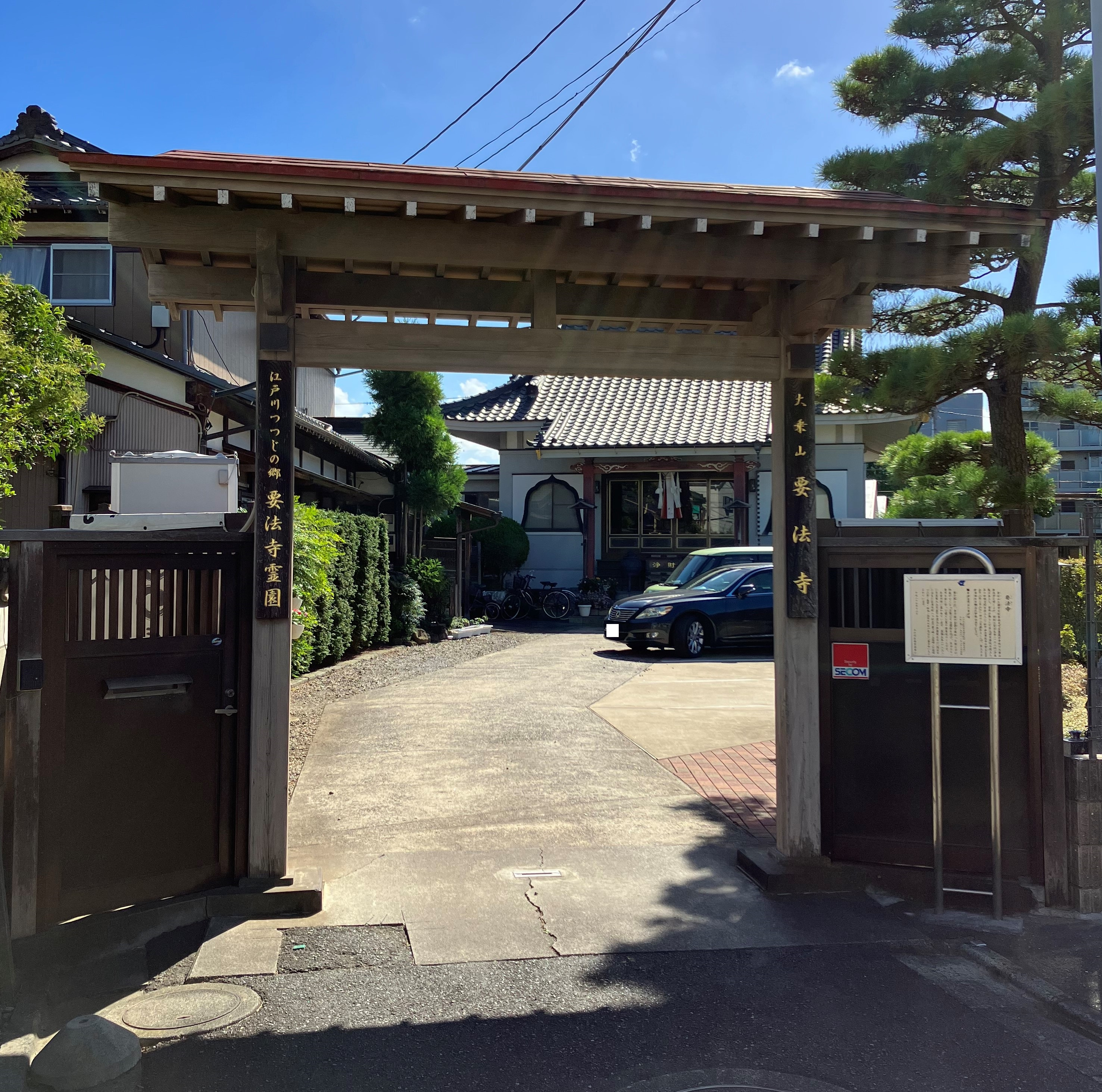
山門

要法寺（ようほうじ）は、東京都江戸川区北篠崎にある日蓮宗の寺院。山号は大乗山。旧本山は大本山法華経寺(中山門流)、池上・柳嶋法縁。

## 歴史
寛永年間（1624年 - 1645年）、中山法華経寺の浄楽院日善が退隠して結んだ草庵が起源である。その後、堺妙国寺と中山法華経寺の貫首が退隠後にこの寺に隠棲している。その後衰退したが、清水淵行が中興し現在の基礎を作る。昭和45年（1970年）に書院、庫裡が再建された。

## 境内
文化財
- 要法寺所在の筆子塚 - 江戸川区登録有形文化財・歴史資料、平成8年（1996年）1月23日告示[2]。
  - 天保2年（1831年）の日蓮聖人550遠忌供養塔[2]

## 歴代
- 浄楽院日善（開山） - 法華経寺貫主[3]
- 順了院勝恵日逢（6世）- 法華経寺81世貫主[1]
- 日詳大徳（25世）[2]
- 清水淵行（31世）[1]

## 関連資料
- 「笹ヶ崎村」『新編武蔵風土記稿』 巻ノ27葛飾郡ノ8、内務省地理局、1884年6月。NDLJP:763979/46。
- 「民俗・文化・自然編 第二章 神社と寺院 第二節 寺院 三 各神社の由緒沿革 十 萬福寺」『江戸川区史』 第三巻、江戸川区、1976年3月、503頁。
- “要法寺所在の筆子塚”. 江戸川区 文化財・史跡 (2019年1月31日). 2019年11月23日閲覧。